# 鹿児島県立鴨池野球場
鹿児島県立鴨池野球場（かごしまけんりつかもいけやきゅうじょう）は、鹿児島県鹿児島市与次郎二丁目の鴨池公園内にある野球場。施設は鹿児島県が所有し、セイカ・ユナイテッドグループ（鹿児島県スポーツ協会とセイカスポーツセンターによる共同事業体）が指定管理者として運営管理を行っている。命名権による名称は「平和リース球場」。

## 歴史
鹿児島市には、県立鴨池野球場から直線で500mの距離に鴨池市民球場（鹿児島市鴨池公園野球場）が存在する。鴨池市民球場は1928年に野球用グラウンドとして整備され、その後改修を行いながら、アマチュア公式戦をはじめ、プロ野球の公式戦やキャンプなどで使用されていた。しかし同球場は敷地が狭隘で増築が難しい上、1972年には鹿児島県が国民体育大会の開催を控えており本格的なスポーツ施設が必要となったことから、与次郎ヶ浜に総合運動公園を整備することとなり、その施設のひとつとして1970年12月に県立鴨池野球場が完成した。以後、高校野球などアマチュアをはじめ、プロ野球公式戦などが開催されている。なお、市民球場はプロ公式戦の開催はなくなったものの、現在もアマチュア公式戦などで使用されている。
2018年には鹿児島市の平和リースが命名権を取得し、2019年2月1日から2022年1月末まで名称が「平和リース球場」となっている。命名権料は年間800万円。
開場当初は両翼91.65メートル、中堅120メートルだったが大規模改修で拡張され、現在は国際規格に準ずる両翼98メートル、中堅122メートルとなっている。21,000人収容のスタンドは一部が二層式となっており、ネット裏2階部分の下には放送ブースが設けられている。また外野スタンドは下段が芝生席、上段がコンクリート階段である。2015年秋から2016年春にかけてスタンド、ロッカールームやバックネット裏の記者席の増設などの改修が行われた。また2020年には老朽化していたスコアボードが改修され、LED方式となったほか、球速表示も可能になった。

## 日本および韓国のプロ野球などのキャンプ地として

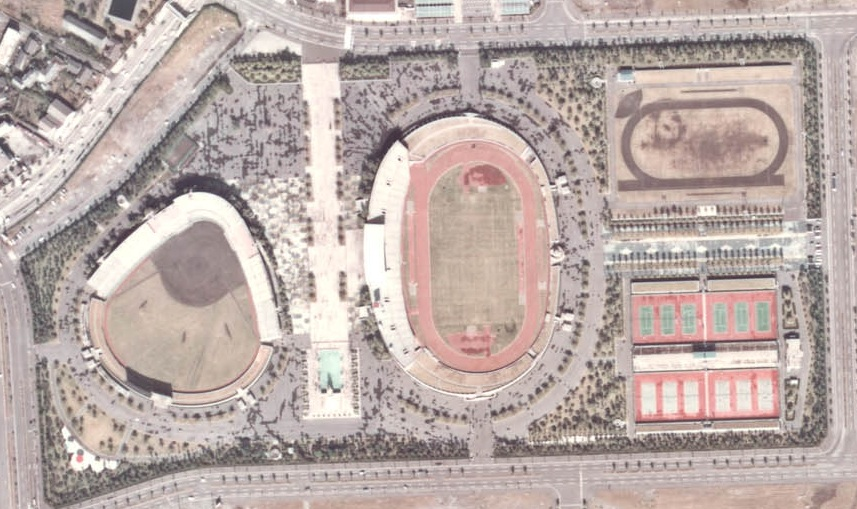
鴨池公園の航空写真。左側に位置するのが鴨池野球場である。

1972年から2007年までの毎年2月、千葉ロッテマリーンズ（1991年まではロッテオリオンズ）の一軍がこの県立・市民両球場を中心とした鴨池公園内各施設で春季キャンプを実施し、キャンプ終盤にはオープン戦も1～2試合程度開催していた。また二軍の春季キャンプも鹿児島県内で実施しており、これまでに東市来町（現日置市）湯之元、薩摩川内市などをキャンプ地としている。
だが2月の鹿児島市は沖縄県などと比較して気温が低く、また鴨池公園内の各施設の老朽化が進行して改修もままならず、また各施設が近接して設けられていないため、選手・コーチ・スタッフが施設間を移動する際には自動車や自転車を使用しなければならないなど問題点が多かったことから、ロッテは2007年、翌2008年から春季キャンプ地を沖縄県石垣市に移転することを決定した。当初は前半の一次キャンプを石垣で行い、後半の二次キャンプを鹿児島で5日間程度実施する意向だったが、この案に県・市側が「長年の地元の熱意に反する。5日間ではオープン戦と大差なく、キャンプとしての受け入れはできない」などと難色を強く示し、受け入れを事実上拒否したため交渉は決裂。同年を最後にロッテは鹿児島市から完全に撤退し、2008年からは石垣市で春季キャンプの全日程を実施している。ただし、2009年の秋季キャンプは鹿児島市で実施された（一方、二軍の春季キャンプは2016年まで薩摩川内で実施されたが、2017年からは一軍と同じ石垣市に移転している）。
その代わりに、2008年2月から3月にかけて、鹿児島市近郊の日置市の野球場で春季キャンプを実施していたロッテの姉妹球団・韓国プロ野球のロッテ・ジャイアンツが同球場で練習試合を行い、引き続き2009年から2016年まで春季第2次キャンプ地としていた。また2009年から韓国プロ野球のネクセン・ヒーローズも第2次キャンプ地として同球場など鹿児島市周辺の野球場を利用するようになり、ロッテなどとの練習試合を行った。
2010年は、ヒーローズが1月末からの約1ヶ月間、同球場を中心に春季キャンプを行い、ロッテ・ジャイアンツや起亜タイガースなど他の韓国の球団と練習試合で対戦した。2011年は、2月12日から3月上旬までロッテ・ジャイアンツが練習場として使用し、2012年の春季キャンプ（3月にはネクセンヒーローズも使用）、2013年の春季キャンプも利用した。ロッテ・ジャイアンツは2013年10-11月、秋季キャンプで初めて利用した（鹿児島市川田町の鹿児島相互信用金庫郡山総合グランド野球場と併用）。2014-2016年の春季キャンプでも利用していた。ネクセンは2012年10-11月にこの野球場と近隣の鹿児島市内の野球場、および伊集院総合運動公園野球場（日置市）などを利用していた。
2017年は2月から3月にかけて韓国プロ野球・KTウィズ二軍や2017 ワールド・ベースボール・クラシック中国代表がキャンプを実施した。
2019年は2月8日から3月8日にかけ、韓国プロ野球・SKワイバーンズ二軍がキャンプ地として利用する。

## 近年のプロ野球公式戦
2011年から3年連続で福岡ソフトバンクホークス主催で、同年3月に全線開通した九州新幹線鹿児島ルートの主要駅がある熊本市の藤崎台県営野球場とこの鴨池野球場との2連戦が組まれ、九州新幹線シリーズの愛称で話題を集めた。
2012年4月26日には28年ぶりに読売ジャイアンツ（巨人）主催の公式戦（横浜DeNAベイスターズ戦）がナイトゲームで開催された。試合は巨人が圧勝した。
2014年には巨人主催試合（DeNA戦）のほか、6月17日に東京ヤクルトスワローズ対ソフトバンク（セ・パ交流戦）の開催が予定されていた。セ・パ交流戦が鹿児島で開催されるのはこれが初となる予定だったが、台風のあおりによる降雨のため開催中止となった（代替試合は6月20日に明治神宮野球場で開催された）。
2015年4月11日には、2年ぶりのソフトバンク主催公式戦（北海道日本ハムファイターズ戦）が開催された。
2016年はスタンド拡張工事が終了した後の4月9日、2年連続でソフトバンク主催公式戦（オリックス・バファローズ戦）が開催された。4月20日は読売ジャイアンツ（巨人）主催の公式戦（中日ドラゴンズ戦）が開催される予定だったが、4月14-16日にかけての平成28年熊本地震の影響で、前日4月19日の藤崎台県営野球場での同カードと合わせて中止となった。
2018年は5月15日及び16日に東京ヤクルトスワローズ主催の公式戦（読売ジャイアンツ戦）が2連戦で開催された。
2021年5月23日にはソフトバンク主催公式戦（オリックス・バファローズ戦）が開催される予定だったが、新型コロナウイルスの影響による観客上限の解除の見通しがたたないことから福岡PayPayドームに変更になった。なお、ソフトバンク主催試合は2022年以降、年に1試合程度（雨天中止となった年を除く）開催されている。

## 主なエピソード
- 1978年7月28日から30日に開催が予定されていたパ・リーグ公式戦・クラウンライターライオンズ対ロッテオリオンズ3連戦は、桜島の噴火による火山灰降灰のため、3試合とも中止となった。代替試合は9月23日・24日（24日はダブルヘッダー）に開催された。
- 2003年8月16日に、鹿児島市西郊の日置市出身のアーティスト・長渕剛が鴨池野球場で野外ライブ「THE LIVE 2003 ～Keep On Fighting」を行った。アーティストが鴨池野球場をコンサート会場として使用したのはこれが初めてのことだった。

## プロ野球公式戦開催実績
2024年4月時点で66試合開催。内訳はセ・リーグ19試合、パ・リーグ47試合。
- 1972年6月4日、ヤクルトアトムズ 2-1、1-1 広島東洋カープ（ダブルヘッダー）
- 1973年7月8日、大洋ホエールズ 3-13、5-2 広島東洋カープ（ダブルヘッダー）
- 1976年7月14日、読売ジャイアンツ 3-6 ヤクルトスワローズ
- 1978年9月23日、クラウンライターライオンズ 10-3 ロッテオリオンズ
- 1978年9月24日、クラウンライターライオンズ 3-7、3-8 ロッテオリオンズ（ダブルヘッダー）
- 1980年5月20日、ロッテオリオンズ 3-1 西武ライオンズ
- 1980年5月21日、ロッテオリオンズ 5-5 西武ライオンズ
- 1980年5月22日、ロッテオリオンズ 10-2 西武ライオンズ
- 1980年8月29日、日本ハムファイターズ 4-8 南海ホークス
- 1980年8月30日、日本ハムファイターズ 8-6 南海ホークス
- 1980年8月31日、日本ハムファイターズ 3-0 南海ホークス
- 1981年5月19日、ロッテオリオンズ 4-3 近鉄バファローズ
- 1981年5月20日、ロッテオリオンズ 5-4 近鉄バファローズ
- 1981年5月21日、ロッテオリオンズ 1-5 近鉄バファローズ
- 1983年5月17日、ロッテオリオンズ 2-4 西武ライオンズ
- 1983年5月18日、ロッテオリオンズ 2-4 西武ライオンズ
- 1983年5月19日、ロッテオリオンズ 1-6 西武ライオンズ
- 1984年4月17日、読売ジャイアンツ 3-4 ヤクルトスワローズ
- 1989年6月25日、福岡ダイエーホークス 3-6 ロッテオリオンズ
- 1989年6月26日、福岡ダイエーホークス 7-10 ロッテオリオンズ
- 1990年5月26日、福岡ダイエーホークス 1-3 ロッテオリオンズ
- 1990年5月27日、福岡ダイエーホークス 1-5 ロッテオリオンズ
- 1991年5月25日、福岡ダイエーホークス 10-14 近鉄バファローズ
- 1991年5月26日、福岡ダイエーホークス 2-3 近鉄バファローズ
- 1992年8月1日、福岡ダイエーホークス 2-9 近鉄バファローズ
- 1992年8月2日、福岡ダイエーホークス 4-1 近鉄バファローズ
- 1994年8月2日、オリックス・ブルーウェーブ 0-5 日本ハムファイターズ
- 1994年8月3日、オリックス・ブルーウェーブ 3-6 日本ハムファイターズ
- 1995年5月16日、オリックス・ブルーウェーブ 6-4 福岡ダイエーホークス
- 1995年5月17日、オリックス・ブルーウェーブ 6-7 福岡ダイエーホークス
- 1996年4月16日、オリックス・ブルーウェーブ 6-8 千葉ロッテマリーンズ
- 1996年4月17日、オリックス・ブルーウェーブ 0-1 千葉ロッテマリーンズ
- 1997年4月22日、千葉ロッテマリーンズ 6-4 近鉄バファローズ
- 1997年4月23日、千葉ロッテマリーンズ 4-9 近鉄バファローズ
- 1998年4月21日、オリックス・ブルーウェーブ 1-3 西武ライオンズ
- 1998年4月22日、オリックス・ブルーウェーブ 0-7 西武ライオンズ
- 1998年6月3日、千葉ロッテマリーンズ 5-6 福岡ダイエーホークス
- 1998年7月4日、ヤクルトスワローズ 0-9 横浜ベイスターズ
- 2000年4月18日 オリックス・ブルーウェーブ 4-2 西武ライオンズ
- 2000年5月28日、広島東洋カープ 4-1 横浜ベイスターズ
- 2001年4月17日、横浜ベイスターズ 1-4 阪神タイガース
- 2001年4月18日、横浜ベイスターズ 2-3 阪神タイガース
- 2002年4月19日、オリックス・ブルーウェーブ 2-4 西武ライオンズ
- 2002年4月21日、オリックス・ブルーウェーブ 4-2 西武ライオンズ
- 2003年4月16日、横浜ベイスターズ 3-6 中日ドラゴンズ
- 2004年8月17日、大阪近鉄バファローズ 5-3 オリックス・ブルーウェーブ
- 2005年7月10日、横浜ベイスターズ 4-2 ヤクルトスワローズ、観衆:12,138人
- 2011年4月23日、福岡ソフトバンクホークス 5-4 千葉ロッテマリーンズ、観衆:19,002人
- 2012年4月21日、福岡ソフトバンクホークス 11-1 東北楽天ゴールデンイーグルス、観衆:17,704人
- 2012年4月26日、読売ジャイアンツ 15-3 横浜DeNAベイスターズ、観衆:18,172人
- 2013年5月11日、福岡ソフトバンクホークス 10-3 埼玉西武ライオンズ
- 2014年4月23日、読売ジャイアンツ 4-1 横浜DeNAベイスターズ、観衆:17,680人
- 2015年4月11日、福岡ソフトバンクホークス 4-2 北海道日本ハムファイターズ、観衆:19,079人
- 2016年4月9日、福岡ソフトバンクホークス 13-1 オリックス・バファローズ、観衆:14,942人
- 2017年4月19日、読売ジャイアンツ 1-0 東京ヤクルトスワローズ、観衆:15,148人
- 2018年4月15日、福岡ソフトバンクホークス 7-6 千葉ロッテマリーンズ、観衆:19,124人
- 2018年5月15日、東京ヤクルトスワローズ 2-1 読売ジャイアンツ、観衆:14,969人
- 2018年5月16日、東京ヤクルトスワローズ 4-12 読売ジャイアンツ、観衆:14,399人
- 2019年4月16日、読売ジャイアンツ 8-2 広島東洋カープ、観衆:17,858人
- 2019年5月19日、福岡ソフトバンクホークス 4-2 北海道日本ハムファイターズ、観衆:19,131人
- 2022年4月17日、福岡ソフトバンクホークス 4-14 東北楽天ゴールデンイーグルス、観衆:17,796人
- 2023年4月9日、福岡ソフトバンクホークス 3-1 埼玉西武ライオンズ、観衆:19,003人
- 2024年4月9日、東京ヤクルトスワローズ 1-3 読売ジャイアンツ、観衆: 18,289人
- 2025年5月25日、福岡ソフトバンクホークス5-13 オリックス・バファローズ、観衆: 18,939人

## 施設概要
- グラウンド面積：12964.6m2
- 内野：土、外野：天然芝
- 両翼：98m、中堅：122m
- 収容人員：21,000人（内野15,500人 外野5,500人）
- 照明設備：6基（3段階照度可変）
- スコアボード：フルカラーLED

## 交通
- 鹿児島市電谷山線・鴨池電停より徒歩約10分
- JR九州鹿児島本線・鹿児島中央駅より鹿児島市営バス「11 鴨池港」行で「体育館前」下車後徒歩約5分

## 公園内その他のスポーツ施設
- 白波スタジアム
- 鴨池補助陸上競技場
- 鴨池庭球場